# Рекорди светских првенстава у атлетици за јуниоре
Светско првенство у атлетици за јуниоре је двогодишња манифестација која се одржава од 1986. године. На првенствима могу учествовати само спортисти који су млађи од 20 година и који представљају једну од атлетских организација чланица Међународне федерације атлетских асоцијација (ИААФ, данас Светска Атлетика). Најбољи резултати у појединим дисциплинама првенства воде се као Рекорди светских превенстава у атлетици за јуниоре, а верификује их Светска Атлетика.
Закључно са XXI Светским првенством за јуниоре које је одржано у Лими, у Перуу 2024. рекорди првенстава се воде у 45 атлетских дисциплина (22 мушке, 22 женске и једна мешовита).

## Рекорди светских првенстава за јуниоре у мушким дисциплинама
| Дисциплина             | Рекорд | Атлетичар                                                                | Држава      | Датум               | Светско првенство | Место              | Старост атлетичара                                                              | Реф.   |
| ---------------------- | --- | ------------------------------------------------------------------------ | ----------- | ------------------- | ----------------- | ------------------ | ------------------------------------------------------------------------------- | ------ |
| 100 м                  | 9.91 СР-U20 (ветар +0.8) | Летсиле Тебого                                                           | Боцвана     | 2. август 2022.     | СП 2022           | Кали, Колумбија    | 19 година, 56 дана                                                              | [ 1 ]  |
| 200 м                  | 19.96 (ветар -1.0) | Блесинг Африфа                                                           | Израел      | 4. август 2022.     | СП 2022           | Кали, Колумбија    | 18 година, 282 дана                                                             | [ 2 ]  |
| 200 м                  | 19.96 (ветар -1.0) | Летсиле Тебого                                                           | Боцвана     | 4. август 2022.     | СП 2022           | Кали, Колумбија    | 19 година, 58 дана                                                              | [ 2 ]  |
| 400 м                  | 44.58 | Антони Песела                                                            | Боцвана     | 21. август 2021.    | СП 2021           | Најроби, Кенија    | 19 година, 73 дана                                                              | [ 3 ]  |
| 800 м                  | 1:43.76 | Емануел Вањоњи                                                           | Кенија      | 22. август 2021.    | СП 2021           | Најроби, Кенија    | 17 година, 20 дана                                                              | [ 4 ]  |
| 1.500 м                | 3:35.53 | Абдалати Игуидер                                                         | Мароко      | 15. јул 2004.       | СП 2004           | Гросето, Италија   | 17 година, 112 дана                                                             |        |
| 3.000 м                | 7:42.09 | Тадесе Ворку                                                             | Етиопија    | 18. август 2021.    | СП 2021           | Најроби, Кенија    | 19 година, 210 дана                                                             | [ 5 ]  |
| 5.000 м                | 13:08.57 | Абрехам Черкос                                                           | Етиопија    | 13. јул 2008.       | СП 2008           | Бидгошч, Пољска    | 18 година, 294 дана                                                             |        |
| 110 м препоне (0.99 м) | 12.72 СР-U20 (ветар +1.0) | Саша Жоја                                                                | Француска   | 21. август 2021.    | СП 2021           | Најроби, Кенија    | 19 година, 57 дана                                                              | [ 6 ]  |
| 400 м препоне          | 48.51 | Керон Клемент                                                            | САД         | 16. јул 2004.       | СП 2004           | Гросето, Италија   | 18 година, 259 дана                                                             |        |
| 3.000 м стипл          | 8:06.10 | Консеслус Кипруто                                                        | Кенија      | 15. јул 2012.       | СП 2012           | Барселона, Шпанија | 9 година, 221 дан                                                               | [ 7 ]  |
| Скок увис              | 2.37 м СР-U20 | Драгутин Топић                                                           | Југославија | 12. август 1990.    | СП 1990           | Пловдив, Бугарска  | 19 година, 153 дана                                                             |        |
| Скок увис              | 2.37 м СР-U20 | Стив Смит                                                                | УК          | 20. септембар 1992. | СП 1992           | Сеул, Јужна Кореја | 19 година, 175 дана                                                             |        |
| Скок мотком            | 5.82 м | Арманд Дуплантис                                                         | Шведска     | 14. јул 2018.       | СП 2018           | Тампере, Финска    | 18 година, 246 дана                                                             | [ 8 ]  |
| Скок удаљ              | 8.20 м (ветар +1.4) | Џејмс Сталворт                                                           | САД         | 9. август 1990.     | СП 1990           | Пловдив, Бугарска  | 19 година, 102 дана                                                             |        |
| Троскок                | 17.27 м (ветар 0.0) | Џејдон Хиберт                                                            | Јамајка     | 5. август 2022.     | СП 2022           | Кали, Колумбија    | 17 година, 200 дана                                                             | [ 9 ]  |
| Бацање кугле (6 кг)    | 22.20 м | Џеко Гил                                                                 | Нови Зеланд | 11. јул 2012.       | СП 2012           | Барселона, Шпанија | 17 година, 204 дана                                                             |        |
| Бацање кугле (6 кг)    | 22.30 м X | Андреј Тоадер                                                            | Румунија    | 19. јул 2016.       | СП 2016           | Бидгошч, Пољска    | 19 година, 54 дана                                                              | [ 11 ] |
| Бацање кугле (6 кг)    | 23.34 м X | Кондрад Буковјецки                                                       | Пољска      | 19. јул 2016.       | СП 2016           | Бидгошч, Пољска    | 19 година, 124 дана                                                             | [ 13 ] |
| Бацање диска (1.75 кг) | 69.81 м | Миколас Алекна                                                           | Литванија   | 22. август 2021.    | СП 2021           | Најроби, Кенија    | 18 година, 328 дана                                                             | [ 14 ] |
| Бацање кладива (6 кг)  | 85.57 м СР-U20 | Апраф Амгад Елсејфи                                                      | Катар       | 14. јул 2012.       | СП 2012           | Барселона, Шпанија | 17 година, 145 дана                                                             | [ 15 ] |
| Бацање копља           | 86.48 м СР-U20 | Нираџ Чопра                                                              | Индија      | 23. јул 2016.       | СП 2016           | Бидгошч, Пољска    | 18 година, 212 дана                                                             | [ 16 ] |
| Десетобој              | 8.425 поена | Томас Јарвинен                                                           | Чешка       | 29–30. август 2024. | СП 2024           | Лима, Перу         | 18 година, 314 дана                                                             | [ 17 ] |
| Десетобој              | Дисциплине првог дана: 10.82 (ветар -0,2) \| 7.66 м (ветар +1.5) \| 13.54 м (6 кг) \| 2.12 м \| 48.88 Дисциплине другог дана: 13.78 (ветар -0,2) \| 49.18 м (1.75 кг) \| 4.60 м \| 55.79 м \| 4:29.78 |                                                                          |             |                     |                   |                    |                                                                                 |        |
| 10.000 м ходање        | 39:24.85 | Рајен Черни                                                              | Тунис       | 30. август 2024.    | СП 2024           | Лима, Перу         | 17 година, 303 дана                                                             | [ 18 ] |
| 4 × 100 м штафета      | 38.51 СР-U20 | Милали Ксотјени Синесипо Дамбиле Летлхогноло Молејане Бенџамин Ричардсон | ЈАР         | 22. август 2021.    | СП 2021           | Најроби, Кенија    | 18 година, 130 дана 19 година, 173 дана 18 година, 196 дана 17 година, 246 дана | [ 19 ] |
| 4 × 400 м штафета      | 3:01.09 СР-U20 | Брендон Џонсон Лашон Мерит Џејсон Крејг Керон Клемент                    | САД         | 18. јул 2004.       | СП 2004           | Гросето, Италија   | 19 година, 138 дана 18 година, 21 дан 19 година, 126 дана 18 година, 261 дан    |        |

#### Рекорди у појединачним дисциплинама десетобоја за мушкарце
| Дисциплина              | Рекорд              | Поена       | Атлетичар        | Држава     | Датум            | Светско првенство | Место              | Старост атлетичара  | Реф.   |
| ----------------------- | ------------------- | ----------- | ---------------- | ---------- | ---------------- | ----------------- | ------------------ | ------------------- | ------ |
| 100 м                   | 10.51 (ветар -0.3)  | 973 поена   | Ешли Молони      | Аустралија | 10. јул 2018.    | СП 2018           | Тампере, Финска    | 18 година, 119 дана | [ 20 ] |
| Скок удаљ               | 7.74 м (ветар +1.2) | 995 поена   | Седрик Даблер    | Аустралија | 22. јул 2014.    | СП 2014           | Јуџин, САД         | 19 година, 190 дана |        |
| Бацање кугле (6 кг)     | 16.51 м             | 883 поена   | Јорданис Гарсија | Куба       | 16. август 2006. | СП 2006           | Пекинг, Кина       | 17 година, 268 дана | [ 21 ] |
| Скок увис               | 2.15 м              |             | Атила Живоцки    | Мађарска   | 21. август 1996. | СП 1996           | Сиднеј, Аустралија | 19 година, 114 дана |        |
| 400 м                   | 46.86               | 965 поена   | Ешли Молони      | Аустралија | 10. јул 2018.    | СП 2018           | Тампере, Финска    | 18 година, 119 дана | [ 22 ] |
| 110 м препоне (0.99 м)  | 13.74 (ветар -0.3)  | 1.008 поена | Ајден Овенс      | Порторико  | 11. јул 2018.    | СП 2018           | Тампере, Финска    | 18 година, 44 дана  | [ 23 ] |
| Бацање диска (1.750 кг) | 51.67 м             | 905 поена   | Сантјаго Форд    | Куба       | 20. јул 2016.    | СП 2016           | Бидгошч, Пољска    | 18 година, 330 дана |        |
| Скок мотком             | 5.00 м              | 910 поена   | Иља Шкурењов     | Русија     | 21. јул 2010.    | СП 2010           | Монктон, Канада    | 19 година, 191 дан  |        |
| Скок мотком             | 5.00 м              | 910 поена   | Матијас Ако      | Француска  | 23. јул 2014.    | СП 2014           | Јуџин, САД         | 18 година, 360 дана |        |
| Бацање копља            | 71.59 м             | 914 поена   | Никлас Каул      | Њемачка    | 20. јул 2016.    | СП 2016           | Бидгошч, Пољска    | 18 година, 160 дана | [ 24 ] |
| 1.500 м                 | 4:21.35             | 802 поена   | Кевин Мајер      | Француска  | 21. јул 2010.    | СП 2010           | Монктон, Канада    | 18 година, 161 дан  |        |

#### Дисциплине које нису више у програму Светских првенстава за јуниоре
| Дисциплина    | Рекорд   | Атлетичар        | Држава   | Датум         | Светско првенство | Место           | Старост атлетичара  | Реф.   |
| ------------- | -------- | ---------------- | -------- | ------------- | ----------------- | --------------- | ------------------- | ------ |
| 10.000 м      | 27:21.08 | Ронекс Кипруто   | Кенија   | 10. јул 2018. | СП 2018           | Тампере, Финска | 18 година, 271 дан  | [ 25 ] |
| 20 км         | 59:27    | Метафериа Зелеке | Етиопија | 31. јул 1988. | СП 1988           | Садбери, Канада | 19 година, 212 дана | [ 26 ] |
| 2.000 м стипл | 5:28.56  | Џон Ацкуета      | Шпанија  | 20. јул 1986. | СП 1986           | Атина, Грчка    | 19 година, 18 дана  |        |

## Рекорди светских првенстава за јуниоре у женским дисциплинама
| Дисциплина        | Рекорд | Атлетичарка                                                  | Држава          | Датум            | Светско првенство | Место                | Старост атлетичарке                                                            | Реф.   |
| ----------------- | --- | ------------------------------------------------------------ | --------------- | ---------------- | ----------------- | -------------------- | ------------------------------------------------------------------------------ | ------ |
| 100 м             | 10.95 (ветар -0.1) | Тина Клејтон                                                 | Јамајка         | 3. август 2022.  | СП 2022           | Кали, Колумбија      | 17 година, 351 дан                                                             | [ 27 ] |
| 200 м             | 21.84 (ветар +1.1) | Кристине Мбома                                               | Намибија        | 21. август 2021. | СП 2021           | Најроби, Кенија      | 18 година, 91 дан                                                              | [ 28 ] |
| 400 м             | 50.50 | Ешли Спенсер                                                 | САД             | 13. јул 2012.    | СП 2012           | Барселона, Шпанија   | 19 година, 35 дана                                                             | [ 29 ] |
| 800 м             | 1:59.13 | Ројзин Вилис                                                 | САД             | 3. август 2022.  | СП 2022           | Кали, Колумбија      | 17 година, 362 дана                                                            | [ 30 ] |
| 1.500 м           | 4:04.27 | Бирке Хајлом                                                 | Етиопија        | 6. август 2022.  | СП 2022           | Кали, Колумбија      | 16 година, 212 дана                                                            | [ 31 ] |
| 3.000 м           | 8:41.76 | Бејену Дегефа                                                | Етиопија        | 20. јул 2016.    | СП 2016           | Бидгошч, Пољска      | 17 година, 8 дана                                                              | [ 32 ] |
| 5.000 м           | 14:39.71 | Медина Еиса                                                  | Етиопија        | 27. август 2024. | СП 2024           | Лима, Перу           | 19 година, 237 дана                                                            | [ 33 ] |
| 100 м препоне     | 12.77 (ветар +0.2) | Керика Хил                                                   | Јамајка         | 6. август 2022.  | СП 2022           | Кали, Колумбија      | 17 година, 153 дана                                                            | [ 34 ] |
| 400 м препоне     | 54.70 | Лашинда Демус                                                | САД             | 19. јул 2002.    | СП 2002           | Кингстон, Јамајка    | 19 година, 131 дан                                                             |        |
| 3.000 м стипл     | 9:12.71 | Сембо Алмајев                                                | Етиопија        | 29. август 2024. | СП 2024           | Лима, Перу           | 19 година, 218 дана                                                            | [ 35 ] |
| Скок увис         | 2.00 м | Алина Астафеи                                                | Румунија        | 29. јул 1988.    | СП 1988           | Садбери, Канада      | 19 година, 52 дана                                                             |        |
| Скок мотком       | 4.55 м | Анџелика Мозер                                               | Швајцарска      | 21. јул 2016.    | СП 2016           | Бидгошч, Пољска      | 18 година, 286 дана                                                            | [ 36 ] |
| Скок удаљ         | 6.82 м (ветар +1.7) | Фиона Меј                                                    | УК              | 30. јул 1988.    | СП 1988           | Садбери, Канада      | 18 година, 231 дан                                                             |        |
| Triple jump       | 14.62 м СР-U20 (ветар +1.0) | Тереза Маринова                                              | Бугарска        | 25. август 1996. | СП 1996           | Сиднеј, Аустралија   | 18 година, 355 дана                                                            |        |
| Бацање кугле      | 18.76 м | Ченг Сјаојан                                                 | Кина            | 21. јул 1994.    | СП 1994           | Лисабон, Португалија | 18 година, 233 дана                                                            |        |
| Бацање диска      | 68.24 м | Илке Вилуда                                                  | Источна Немачка | 31. јул 1988.    | СП 1988           | Садбери, Канада      | 19 година, 125 дана                                                            |        |
| Бацање кладива    | 71.64 м | Силја Косонен                                                | Финска          | 21. август 2021. | СП 2021           | Најроби, Кенија      | 19 година, 186 дана                                                            | [ 37 ] |
| Бацање копља      | 63.52 м | Адриана Вилагош                                              | Србија          | 2. август 2022.  | СП 2022           | Кали, Колумбија      | 18 година, 212 дана                                                            | [ 38 ] |
| Седмобој          | 6.470 поена | Каролина Клифт                                               | Шведска         | 19–20. јул 2002. | СП 2002           | Кингстон, Јамајка    | 19 година, 168 дана                                                            |        |
| Седмобој          | Дисциплине првог дана: 13.53 (ветар +1,2) \| 1.92 м \| 12.18 м \| 23.81 (ветар +0.2)\| Дисциплине другог дана: 6.19 м (ветар +0.0) \| 46.83 м \| 2:13.55 |                                                              |                 |                  |                   |                      |                                                                                |        |
| 10.000 м ходање   | 42:47.25 СР-U20 | Анешка Драхотова                                             | Чешка           | 23. јул 2014.    | СП 2014           | Јуџин, САД           | 19 година, 1 дан                                                               | [ 39 ] |
| 4 × 100 м штафета | 42.59 СР-U20 | Серена Колe Тина Клејтон Керика Хил Тиа Клејтон              | Јамајка         | 5. август 2022.  | СП 2022           | Кали, Колумбија      | 18 година, 40 дана 17 година, 353 дана 17 година, 152 дана 17 година, 353 дана | [ 40 ] |
| 4 × 400 м штафета | 3:27.60 СР-U20 | Александрија Андерсон Ешли Кид Стефани Смит Наташа Хејстингс | САД             | 18. јул 2004.    | СП 2004           | Гросето, Италија     | 17 година, 172 дана 18 година, 358 дана 19 година, 21 дан 17 година, 361 дан   |        |

#### Рекорди у појединачним дисциплинама седмобоја за жене
| Дисциплина    | Рекорд              | Поена       | Атлетичарка      | Држава    | Датум            | Светско првенство | Место            | Старост атлетичарке | Реф.   |
| ------------- | ------------------- | ----------- | ---------------- | --------- | ---------------- | ----------------- | ---------------- | ------------------- | ------ |
| 100 м препоне | 13.24 (ветар +1.1)  | 1.089 поена | Надин Висер      | Холандија | 22. јул 2014.    | СП 2014           | Јуџин, САД       | 19 година, 163 дана |        |
| Скок увис     | 1.94 м              | 1.158 поена | Морган Лејк      | УК        | 22. јул 2014.    | СП 2014           | Јуџин, САД       | 17 година, 71 дан   |        |
| Бацање кугле  | 14.38 м             | 819 поена   | Сара Лагер       | Аустрија  | 12. јул 2018.    | СП 2018           | Тампере, Финска  | 18 година, 312 дана | [ 41 ] |
| 200 м         | 23.78 (ветар -1.6)  | 1.002 поена | Светла Димитрова | Бугарска  | 29. јул 1988.    | СП 1988           | Садбери, Канада  | 18 година, 184 дана |        |
| Скок удаљ     | 6.35 м (ветар -0.4) | 959 поена   | Татјана Чернова  | Русија    | 16. август 2006. | СП 2006           | Пекинг, Кина     | 18 година, 199 дана |        |
| Бацање копља  | 54.16 м             | 941 поена   | Џастин Робсон    | ЈАР       | 17. јул 2004.    | СП 2004.          | Гросето, Италија | 19 година, 63 дана  |        |
| 800 м         | 2:09.37             | 974 поена   | Агат Гилемо      | Француска | 13. јул 2018.    | СП 2018           | Тампере, Финска  | 19 година, 2 дана   | [ 42 ] |

#### Дисциплина која није више у програму Светских првенстава за јуниоре
| Дисциплина | Рекорд   | Атлетичарка | Држава | Датум               | Светско првенство | Место              | Старост атлетичарке | Реф. |
| ---------- | -------- | ----------- | ------ | ------------------- | ----------------- | ------------------ | ------------------- | ---- |
| 10.000 м   | 32:29.90 | Ђунсја Ванг | Кина   | 19. септембар 1992. | СП 1992           | Сеул, Јужна Кореја | 19 година, 254 дана |      |

## Мешовите штафете
| Дисциплина             | Рекорд         | Атлетичар-Атлетичарка-Атлетичар-Атлетичарка          | Држава | Датум           | Светско првенство | Место           | Старост атлетичара и атлетичарки                                              | Реф.   |
| ---------------------- | -------------- | ---------------------------------------------------- | ------ | --------------- | ----------------- | --------------- | ----------------------------------------------------------------------------- | ------ |
| 4 × 400 м микс штафете | 3:17.69 СР-U20 | Чарли Бартоломју Медисон Вајт Вил Самнер Кенеди Вејд | САД    | 2. август 2022. | СП 2022           | Кали, Колумбија | 19 година, 90 дана 17 година, 289 дана 18 година, 284 дана 19 година, 11 дана | [ 43 ] |

### Светска првенства у атлетици
- Светско првенство у атлетици на отвореном за сениоре
- Светско првенство у атлетици у дворани за сениоре
- Светско првенство у атлетици на отвореном за јуниоре (U-20)
- Светско првенство у атлетици на отвореном за млађе јуниоре (U-18)

### Рекорди
- Светски рекорди у атлетици на отвореном за сениоре
- Светски рекорди у атлетици у дворани за сениоре
- Светски рекорди у атлетици на отвореном за јуниоре
- Светски рекорди у атлетици у дворани за јуниоре
- Рекорди светских првенстава у атлетици на отвореном за сениоре
- Рекорди светских првенстава у атлетици у дворани за сениоре